# Cerapachys incontentus
Cerapachys incontentus é uma espécie de formiga do gênero Cerapachys.